# Cantone di Varzy
Il Cantone di Varzy era una divisione amministrativa dell'arrondissement di Clamecy.
È stato soppresso a seguito della riforma complessiva dei cantoni del 2014, che è entrata in vigore con le elezioni dipartimentali del 2015.
Comprendeva i comuni di:
- La Chapelle-Saint-André
- Corvol-l'Orgueilleux
- Courcelles
- Cuncy-lès-Varzy
- Entrains-sur-Nohain
- Marcy
- Menou
- Oudan
- Parigny-la-Rose
- Saint-Pierre-du-Mont
- Varzy
- Villiers-le-Sec